# Saki (obwód brzeski)
Saki (biał. Сакі, Saki; ros. Саки, Saki) – wieś na Białorusi, w obwodzie brzeskim, w rejonie żabineckim, w sielsowiecie Chmielewo, w pobliżu Żabinki.

## Historia
Pod zaborami i II Rzeczypospolitej wieś i majątek ziemski (folwark). W XIX i w początkach XX w. położone były w Rosji, w guberni grodzieńskiej, w powiecie kobryńskim, w gminie Zbirohi.
W dwudziestoleciu międzywojennym leżały w Polsce, w województwie poleskim, w powiecie kobryńskim, do 18 kwietnia 1928 w gminie Zbirohi, następnie w gminie Żabinka. Demografia w 1921 przedstawiała się następująco:
- wieś Saki – 281 mieszkańców, zamieszkałych w 50 budynkach, w tym 275 prawosławnych i 6 rzymskich katolików
- folwark Saki I – 9 mieszkańców, zamieszkałych w 2 budynkach, wyłącznie rzymskich katolików
- folwark Saki II – 17 mieszkańców, zamieszkałych w 2 budynkach, w tym 9 żydów, 7 rzymskich katolików i 1 prawosławny

Mieszkańcami wszystkich trzech miejscowości byli wyłącznie Polacy.
Po II wojnie światowej w granicach Związku Sowieckiego. Od 1991 w niepodległej Białorusi.